# Rhyacionia pinivorana
The Spotted shoot moth (Rhyacionia pinivorana) là một loài bướm đêm thuộc họ Tortricidae. Loài này có ở miền bắc và central châu Âu to miền đông Nga, Hàn Quốc và Nhật Bản.
Sải cánh dài 15–19 mm. Con trưởng thành bay vào tháng 5 và đầu tháng 6.
Ấu trùng ăn Pinus sylvestris. 

## Hình ảnh

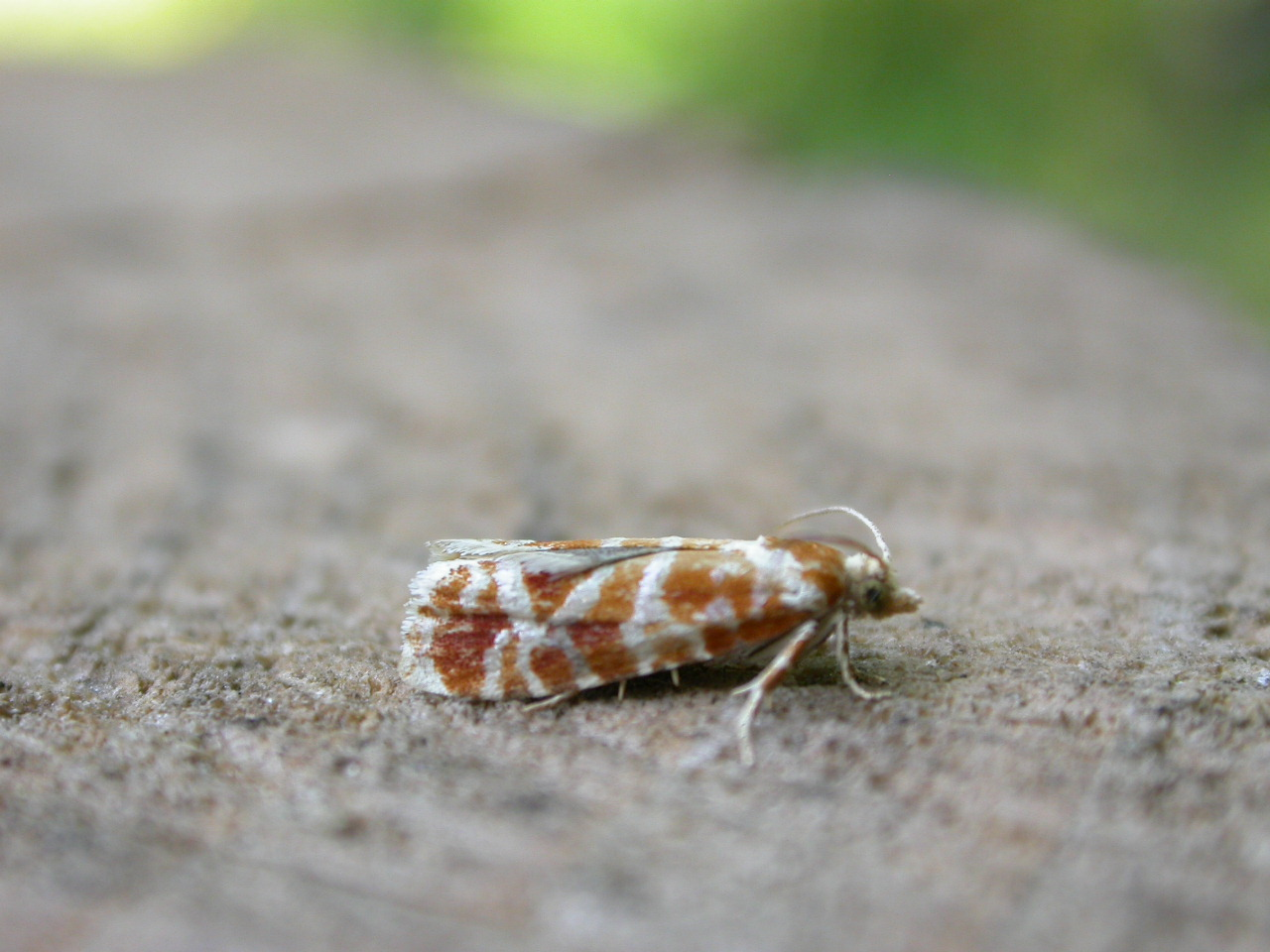
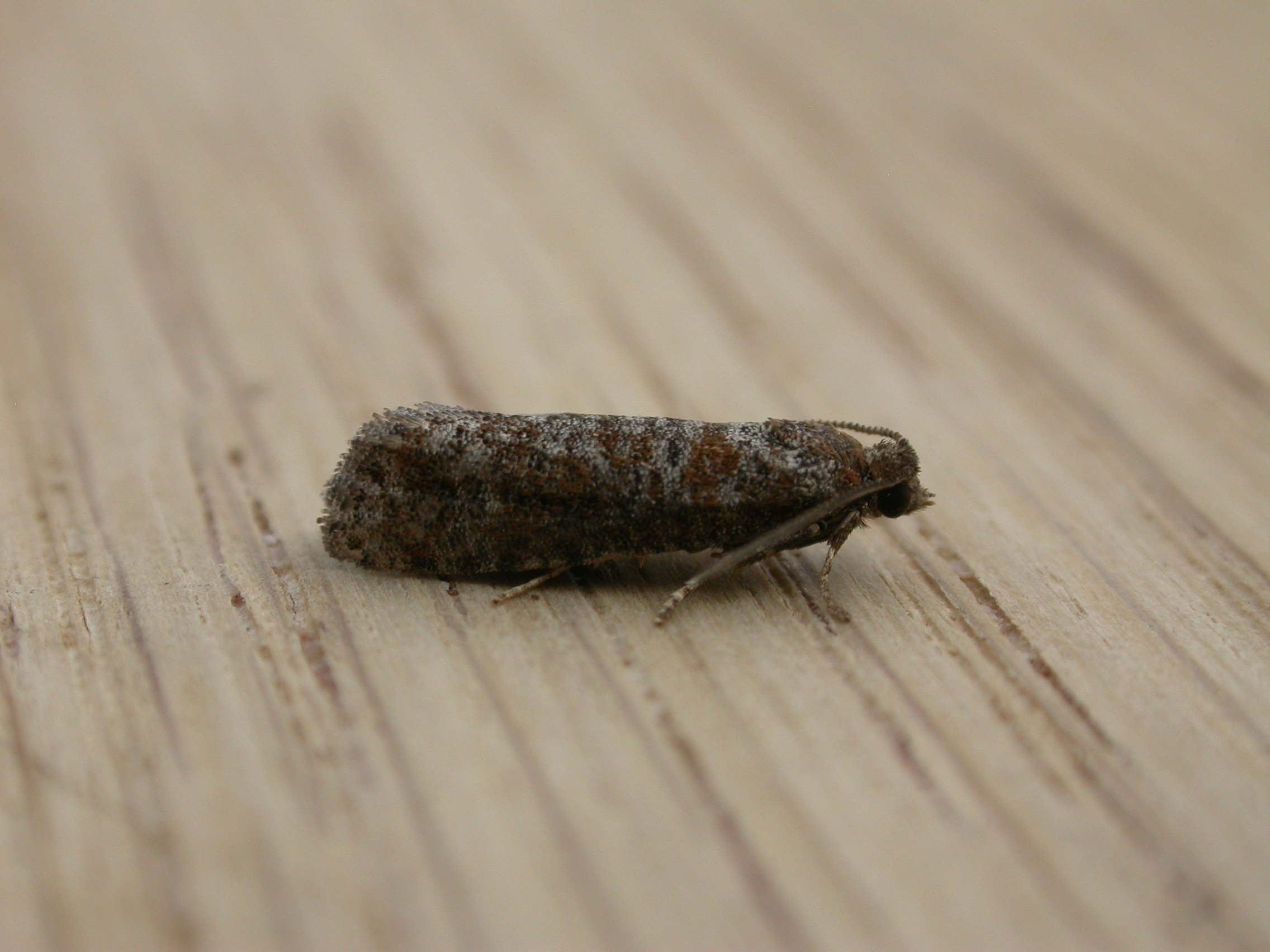
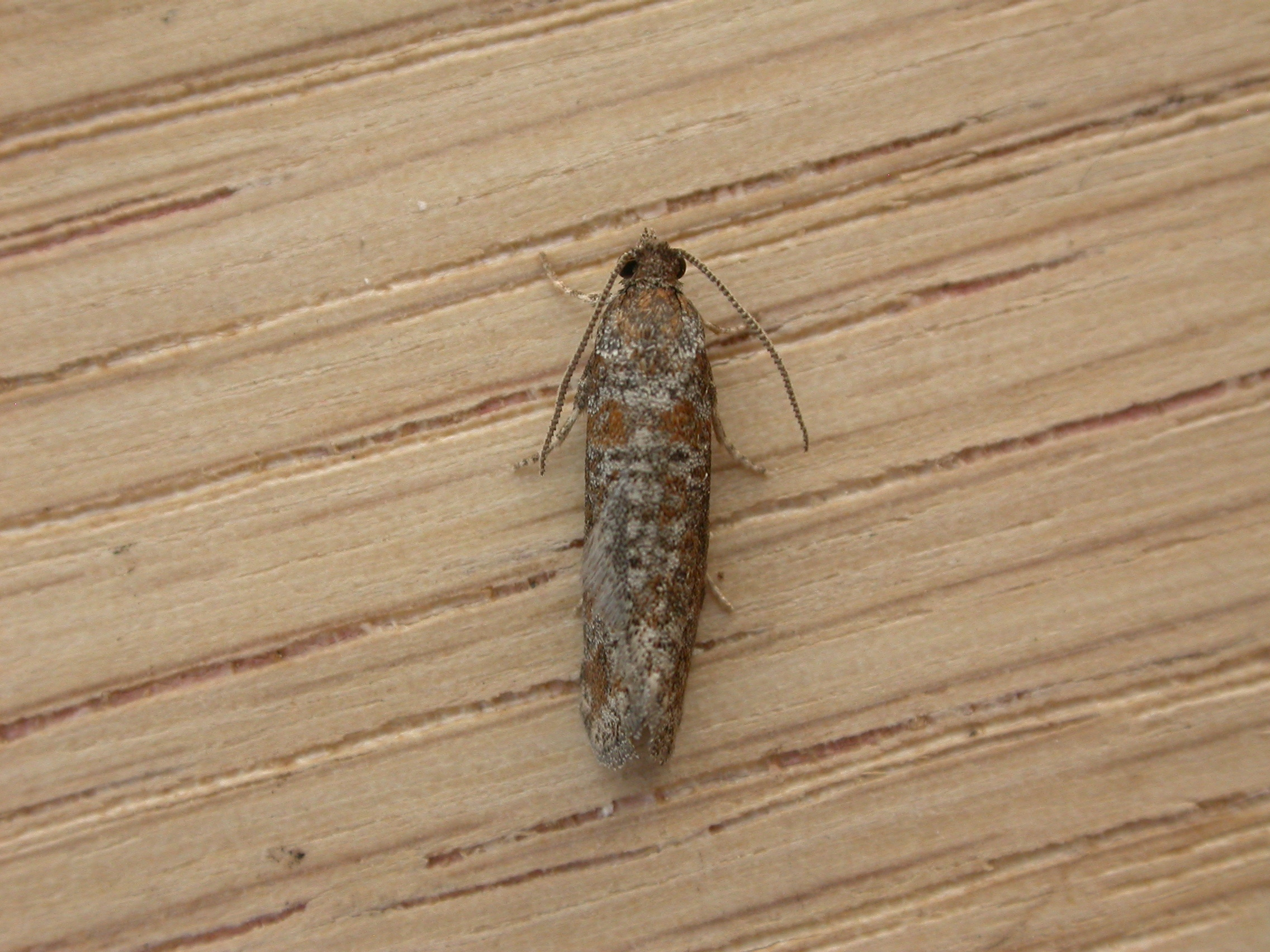
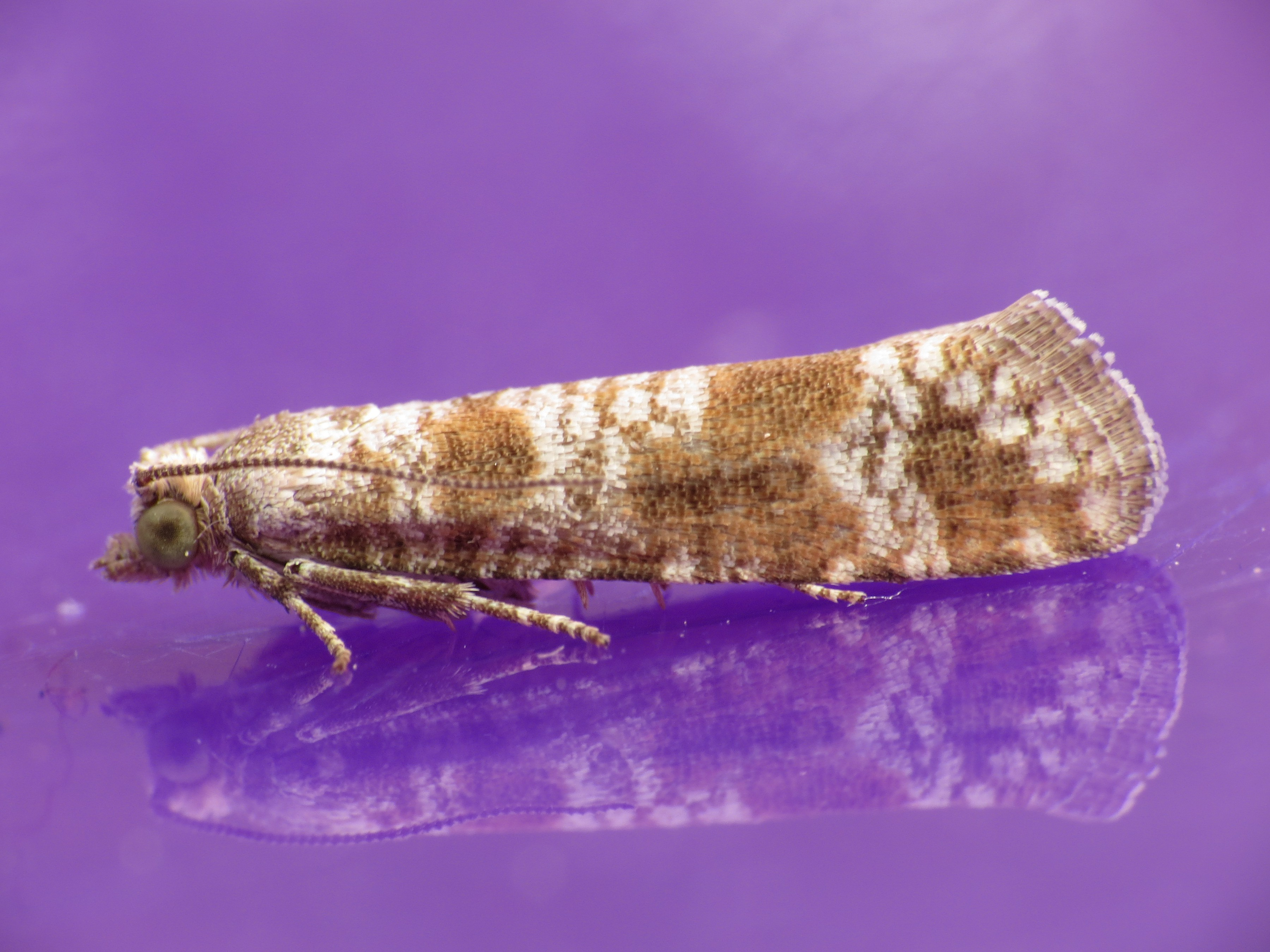